# Megyericsei János
Megyericsei János (Megyericse, 1470? – 1517) magyarországi latin nyelvű költő, epigráfus.

## Élete
Janus Pannonius és Garázda Péter mellett a humanista költőtriász tagjaként vált ismertté. Vitéz János, illetve Janus Pannonius rokona volt, ami sokat lendített pályáján. A kolozsi kanonoki és főesperesi tisztségeket is betöltötte, de javadalmai Gyulafehérvárott is voltak.
Elsőként gyűjtötte a római feliratokat Erdélyben. Ő azonosította az ókori Sarmisegethuza helyét. Epigráfiai gyűjteménye megmaradt, és később Theodor Mommsen epigráfiai alapművébe is bekerült.

## Művei
- Költői hagyatéka elveszett, de gyulafehérvári sírjának verses felirata fennmaradt, amely alighanem saját szerzeménye. Magyarra  Tóth István fordította.